# 郡司健
郡司 健（ぐんじ たけし、1947年3月10日 - ）は、日本の会計学者、大阪学院大学名誉教授。経営学博士。公認会計士試験委員を務めた（2006年12月–2010年2月）。日本会計研究学会。

## 略歴
山口県美祢市生まれ。1969年に北九州市立大学商学部経営学科を卒え、1971年神戸商科大学大学院経営学研究科会計学修士課程修了、金沢工業大学専任講師就任。1976年に近畿大学に転じ（専任講師）、1979年より大阪学院大学助教授就任、1985年同教授、企業情報学部長、経営学部長、商学研究科長を務めた。その後、同名誉教授。
1991年「企業情報会計の基礎とその展開」で神戸商科大学より経営学博士の学位を取得。

## 主な研究
科学研究費助成事業
主任研究者として
- 奨励研究（A）「長期見積財務諸表の経営分析的, 情報論的研究」郡司 健、大阪学院大学、日本学術振興会(JSPS)、1980年–1980年、。
- 一般研究（C）「情報会計論に新たな展開とそれに基づく財務諸表の情報会計的研究」郡司 健、大阪学院大学、日本学術振興会(JSPS)、1983年–1983年、科学研究費助成事業

共同研究者として
- 基盤研究（B）「連結会計基準の国際的調和に関する研究」野村 健太郎、神戸商科大学、日本学術振興会(JSPS)、1996年–1998年
- 基盤研究（B）「国際会計基準の導入問題を検討するための日本企業会計の実証・実態調査研究」松尾 聿正、関西大学、日本学術振興会(JSPS)、1997年–1999年。

## 受賞
- 日本会計研究学会太田・黒澤賞：『連結会計制度論―ドイツ連結会計報告の国際化対応』（2000年[23]）に対して[24]。

## 著書

### 単著
会計学
- 「投入・産出モデルによる予算原価計算の展開」『金沢工業大学研究紀要 A』第4号、金沢工業大学、野々市町 (石川県)、1974年10月、107-123頁、CRID 1520009408253208704、ISSN 0388-5801。
- 「投入産出モデルと仕掛品在庫問題--特に予算原価計算への適用の観点から」『金沢工業大学研究紀要 B』第2号、金沢工業大学、野々市町 (石川県)、1976年3月、1-11頁、CRID 1520853834258482944、ISSN 0388-581X。
- 『企業情報会計の基礎とその展開』神戸商科大学、1991年。doi:10.11501/3054653。 NAID 500000076198。「乙第9号（経営学博士）」
- 『企業情報会計』（中央経済社、1984年）ISBN 4481106328、NCID BN0314610X。
- 『現代会計の基礎 : 発生主義会計の展開と情報開示』（中央経済社、1989年）ISBN 4502114235、NCID BN03549081。
- 『未来指向的会計の理論』（中央経済社、1992年）ISBN 4502125830、NCID BN0838318X。
- 『最新財務諸表会計』（中央経済社、1994年）ISBN 4502130036、NCID BN10371059。
  - 改題再版『財務諸表会計の基礎』（中央経済社、2012年）

- 『現代会計報告の理論』（中央経済社、1998年）ISBN 4502154652、NCID BA35094321。
- 『現代基本会計学』（税務経理協会、1999年）ISBN 4419031921、NCID BA39809080。
- 『現代会計構造の基礎』（中央経済社、2006年）ISBN 4502260908、NCID BA76547970。
- 『現代財務会計のエッセンス』中央経済社、2017年。

歴史学
- 『海を渡った長州砲 : 長州ファイブも学んだロンドンからの便り : 国際シンポジウム報告書』（郡司健、2007年）NCID BA88496902。国際シンポジウムは2006年4月8日に萩博物館で開かれた（共催：萩博物館、幕末長州科学技術史研究会）参考文献あり。
  - 改版改題。郡司 健『幕末の大砲、海を渡る : 長州砲探訪記』（鳥影社、2022年）ISBN 9784862659750、NCID BC16422712。

- 『海を渡った長州砲 ロンドンの大砲、萩に帰る』（萩ものがたり〈萩ものがたり Vol.19〉、2008年）、NCID BA8885589X。
- 『ベルリンの玉井喜作とヒレル : 1900年の日独交流の一駒』（[出版者不明]、2009年）NCID BB04772094。
  - 独: Kisaku Tamai und Reinhold Hiller in Berlin : eine Episode des Austauschs zwischen Japan und Deutschland um 1900。

- 『簿記会計のエッセンス』編著（晃洋書房、2016年）ISBN 9784771027091、NCID BB21140574。
- 『幕末の長州藩 : 西洋兵学と近代化』鳥影社、2019年。ISBN 9784862657466。 NCID BB28416254。国立国会図書館書誌ID:029684570。

### 共編著
- 『税理士簿記論「過去問」と「新出題分野」対策問題集』共編著（東京教育情報センター、1998年）
- 木下 照嶽、江川 雅司、鈴木 好和、石津 寿惠『社会科学の新展開 : 支出に見合う価値の創造』（富嶽出版〈文化会計学会研究叢書 第3巻〉、2008年）ISBN 9784990349622、NCID BA85637597。
- 北村 敬子、新田 忠誓、柴 健次、壹岐 芳弘、郡司 健『企業会計の計算構造』（中央経済社〈体系現代会計学 / 斎藤静樹 [ほか] 総編集 第2巻〉、2012年）ISBN 9784502238000、NCID BB10615148。執筆者は他に井原 理代、興津 裕康、佐々木 隆志、佐藤 倫正、佐藤 信彦、高須 教夫。
- 木下 照嶽、郡司 健、前田 尚子、吉田 雄司『新世界秩序の構築 : 地域共同体から地球共同体へ』（富岳出版〈文化会計学会研究叢書 第6巻 社会科学のガイドブック〉、2015年）ISBN 9784990680336、NCID BB18578282。
- 木下 照嶽、郡司 健、湯田 雅夫『文化会計論集』（富嶽出版〈文化会計学会研究叢書 第7巻 社会科学のガイドブック〉、2018年）ISBN 9784990680350、NCID BB27261607。
- 郡司 健、加納 輝尚、伊賀 裕『現代簿記会計の基礎』（中央経済社、中央経済グループパブリッシング (発売)、2020年）ISBN 9784502343810、NCID BB30397436。

### 翻訳
- カール・ケーファー、Käfer, Karl 著『ケーファー簿記・貸借対照表論の基礎』安平昭二 共訳（中央経済社 2006年）ISBN 4502031208、NCID BA78031094。

### 関連資料
- 萩・明治維新150年記念事業実行委員会、三宅 紹宣、桐木 憲一『まんが長州ファイブ : 日本の近代化・工業化に挑んだ男たち』こざき ゆう 作画（萩市、2018年）NCID BB27214571。
- 萩博物館『長州ファイブ : 幕末・海外留学生の軌跡 : 明治維新150年記念特別展第2弾』（萩博物館、2018年）NCID BB2733542X。